# アゾニン
アゾニン（英語: Azonine）は、9員環の不飽和複素環式化合物である。1,3,5,7-シクロノナテトラエンの9位の炭素が窒素に置き換わった化合物である。完全な平面の分子ではないものの、芳香族性を持つと考えられている。なお、アゾニンには多くの誘導体が合成されている。
アゾニンとC9H9–は、全ての水素基がシス型を取り得る最大の単環式芳香族化合物であり、形状も平面に近い。 20°以内の結合角歪みと芳香族性とのバランスによって、平面的な立体配座と歪んだ立体配座のエネルギーは近く、アセトン溶液中では2つの立体配座の平衡混合物として見られる。また、アゾニンの立体配座は、置換基や付近の陽イオンに影響されている。